# La Gota que Colma
La Gota que Colma est un groupe de hip-hop espagnol, originaire de Séville. Pionnier du rap hardcore en Espagne, il est formé au milieu des années 1990 par les MCs Niko et Miguel Sanz et séparé en 1999. Ils font partie de la première génération de rap hardcore sévillain (scène très reconnue dans le genre, du moins en Espagne) aux côtés de La Alta Escuela ou SFDK.

## Biographie
La seule référence discographique de ce duo date de 1998 ; il s'agit du LP Mordiendo el Micro qui, depuis sa sortie, est considéré comme un album culte dans le milieu, entre autres car c'est le tout premier album de pur rap hardcore sevillain (il est sorti avant le premier album de SFDK, Siempre Fuertes sorti en 1999, néanmoins SFDK avait déjà sorti des démos mais pas encore dans le style hardcore). Le duo de MCs réalisent les instrumentaux puis produisent et enregistrent l'album seuls, sans aucune aide extérieure mis à part les collaborations. Le son du groupe se caractérise par ses musiques sombres jouant sur l'effet lugubre des samples utilisés (la plupart tirés d'instruments comme le piano et le violon), ses beats lourds et agressifs typiques du rap hardcore, les paroles très crues et directes et les styles très complémentaires des 2 MCs : Miguel utilise une voix très grave et menaçante mais restant dans le cadre du rap, alors que Niko a un flow plus rapide et nerveux.
Leur album Mordiendo el Micro est également remarqué pour les participations de (alors) futurs grands noms du hip-hop espagnol qui n'étaient pas connus à l'époque comme Nach, Zatu de SFDK, La Mala Rodriguez ou La Alta Escuela. 
Après la dissolution du projet, Niko continue sa carrière solo dans le rap, alors que Miguel devient inactif dans la musique, jusqu'en 2012, date durant laquelle il publie son album homonyme Miguelly San.

## Discographie

### Album studio
- 1998 : Mordiendo el Micro

### Collaborations
- 1999 : SFDK - Siempre Fuertes (dans le titre Panico)
- 1999 : La Alta Escuela - En Pie de Vuelo (dans le titre Espectaculo en la cancha)

### Miguel
- 2012 : Miguelly San

### Niko
- 2002 : Mira Chaval (démo)
- 2004 : Luchando Por Ser Alguien (maxi)
- 2005 : Versos de Winstroll (LP)
- 2008 : Sevilla Players (maxi)